# Спадкоємці 3
«Спадкоємці 3» (Нащадки 3, англ. Descendants 3) — американський мюзикл, фантастичний телевізійний фільм. Фільм розповідає про життя та пригоди підлітків у фантазійному світі «Спадкоємців», продовжуючи сюжет «Спадкоємців» і «Спадкоємців 2». Сценарій до фільму вчергове написали Сара Парріотт і Джосан Макгіббон, а також режисером знову став Кенні Ортега. Прем'єра фільму відбулася 2 серпня 2019 року на телеканалі Disney Channel.

## В ролях
| Актор               | Роль                                        |
| ------------------- | ------------------------------------------- |
| Дав Камерон         | Мел, дочка Малефісенти і Аїда               |
| Софія Карсон        | Еві, дочка Злої королеви                    |
| Камерон Бойс        | Карлос Де Віль, син Круелла Де Віль         |
| Бу Бу Стюарт        | Джей, син Джафара                           |
| Мітчелл Хоуп        | Бен, син Белль і Чудовиська                 |
| Чайна Енн Макклейн  | Ума, дочка Урсули                           |
| Томас Доерті        | Гаррі Крюк, син Капітана Крюка              |
| Ділан Плейфейр      | Гіл Ле гюм, син Гастона Ле Гюма             |
| Захарі Гібсон       | Даг, син простачка                          |
| Бренна Д'Аміко      | Джейн, дочка Феї-Хрещеної                   |
| Сара Джеффрі        | принцеса Одрі, дочка Аврори і принца Філіпа |
| Анна Кеткарт        | Діззі Тремейн, дочка Дрізелли Тремейн       |
| Джада Марі          | Селія Фасіл, дочка Доктора Фасільє          |
| Ден Пейн            | Чудовисько                                  |
| Кіган Коннор Трейсі | Белль                                       |
| Мелані Пакссон      | Фея-Хрещена                                 |
| Джудіт Максі        | Королева Ліа                                |
| Джедідіа Гудакр     | Чед Прекрасний, син Попелюшки і принца      |
| Джеймал Сімс        | Доктор Фасільє                              |
| Шайєнн Джексон      | Аїд                                         |
| Крістіан Конвері    | Скрипун, один з синів близнят Смі           |
| Люк Росслер         | Пустун, один з синів близнят Смі            |

## Виробництво
«Спадкоємці 3» продюсувався Сарою і Джосаном, а режисером і виконавчим продюсером, як завжди, був Кенні Ортега. Венді Джафет є одним з продюсерів фільму, з Ортегою, Сарою, Макгіббоном. Марк Хофелінг і Кара Саун повернулися в якості продюсерів і дизайнерів костюмів надалі, відповідно. Джамаль Сімс також виступає в ролі хореографа фільму разом з Ортегою, який був хореографом для всіх трьох фільмів «Спадкоємців».
Репетиції, знімання фільму розпочали 23 квітня 2018 року у Ванкувері, Британській Колумбії в Канаді. Виробництво почалося 25 травня 2018 року. 18 липня 2018 року було повідомлено в соціальних мережах, що виробництво фільму «офіційно завершено». Цей фільм буде останнім фільмом у франшизі «Спадкоємців».
Перший трейлер показали 24 лютого.
Фільм «Спадкоємці 3» став останнім для Камерона Бойса, який помер 6 липня 2019 року.

## Реліз
Деякі рекламні кадри для фільму були випущені на каналі Disney Descendants на YouTube в лютому 2018 року в якості тізера. Офіційна прем'єра фільму була призначена на 2 серпня 2019 року.
Пов'язаний короткометражний фільм «Under the Sea: The Descendants Short Story», в якому представлені Мел і Ума в «епічному підводному розтині», вийшов 28 вересня 2018 року.
11 липня 2019 року Disney оголосив, що скасовує прем'єру червоної килимової доріжки, спочатку заплановану на 22 липня 2019 року після смерті Кемерона Бойса. Телевізійна прем'єра фільму відбудеться відповідно до графіка, присвяченому пам'яті Бойса.

## Вихід на DVD
«Спадкоємці 3» вийдуть на DVD 6 серпня 2019 року.